# Kühlenthal
Kühlenthal é um município da Alemanha, situado no distrito de Augsburg, no estado da Baviera. Tem 7,13 km² de área, e sua população em 2019 foi estimada em 823 habitantes.